# Once in a Lifetime
Once in a Lifetime is een nummer van Talking Heads dat in februari 1981 op single werd uitgebracht, en dat is terug te vinden op het album Remain in Light uit 1980.

## Achtergrond
Muzikaal is het nummer een typische compositie van het album Remain in Light met een funky bas- en drumlijn, Afrikaanse polyfone ritmes en het gebruik van samples of loops. Een groot deel van het nummer wordt meer gesproken dan gezongen door David Byrne in de stijl van radio- en televisiedominees, ter versterking van herhaalde oproepen tot reflectie ("and you may find yourself...", "and you may ask yourself...", "you may tell yourself...") die uitmonden in een aanroep van God in een uitroep van vertwijfeling ("And you may say to yourself: MY GOD!... WHAT HAVE I DONE?").
De tekst handelt over de halfbewuste manier waarop mensen door het leven gaan en zich door toevalligheden laten leiden tot waar we zijn. Het hier en nu wordt beschreven als een sleur ("letting the days go by") en de conclusie is dat er niets verandert (achtmaal "same as it ever was"). De tekst is daarmee een typische beschrijving van de midlifecrisis, maar past ook zeer goed in de "No Future"-stemming van eind jaren zeventig/begin jaren tachtig van de twintigste eeuw.
De videoclip bij het nummer toont David Byrne die danst alsof hij een marionet is. Hij maakt allerlei abrupte bewegingen van hoofd en armen, ploft op de knieën en zakt voorover en maakt andere bewegingen die suggereren dat hij met touwtjes wordt bestuurd. Ook hiermee wordt gesuggereerd dat mensen niet bewust kiezen in hun leven en zich maar laten meeslepen. Gaandeweg raakt hij sterk bezweet en wist zijn gezicht af met een zakdoek.
De plaat werd uitsluitend een hit op de Britse eilanden, Ierland, in het Nederlandse taalgebied, Oceanië en Canada. In thuisland de VS flopte de plaat met een 103e positie in de "Billboard Hot 100 Bubbling Under". In Canada werd de 28e positie bereikt, Australië de 23e, Nieuw-Zeeland de 15e, Ierland de 16e en in het Verenigd Koninkrijk de 14e positie in de UK Singles Chart.
In Nederland werd de plaat op maandag 19 januari 1981 door dj Frits Spits en producer Tom Blomberg in het radioprogramma De Avondspits verkozen tot de 127e NOS Steunplaat van de week op Hilversum 3 en werd een radiohit in de destijds drie hitlijsten op de nationale publieke popzender. De plaat bereikte de 24e positie in de Nationale Hitparade, de 28e  positie in de Nederlandse Top 40 en de 29e positie in de TROS Top 50. In de Europese hitlijst op Hilversum 3, de TROS Europarade, werd géén notering behaald.
In België bereikte de plaat de 23e positie in de voorloper van de Vlaamse Ultratop 50 en piekte op de 19e positie in de Vlaamse Radio 2 Top 30. In Wallonië werd géén notering behaald.
Sinds de editie van december 2000, staat de plaat onafgebroken genoteerd in de jaarlijkse NPO Radio 2 Top 2000 van de Nederlandse publieke radiozender NPO Radio 2, met als hoogste notering een 505e positie in 2014.

## Hitnoteringen

### Nederlandse Top 40
| Hitnotering: 14-02-1981 t/m 14-03-1981 | Hitnotering: 14-02-1981 t/m 14-03-1981 | Hitnotering: 14-02-1981 t/m 14-03-1981 | Hitnotering: 14-02-1981 t/m 14-03-1981 | Hitnotering: 14-02-1981 t/m 14-03-1981 | Hitnotering: 14-02-1981 t/m 14-03-1981 | Hitnotering: 14-02-1981 t/m 14-03-1981 |
| Week:                                  | 1                                      | 2                                      | 3                                      | 4                                      | 5                                      |                                        |
| -------------------------------------- | -------------------------------------- | -------------------------------------- | -------------------------------------- | -------------------------------------- | -------------------------------------- | -------------------------------------- |
| Positie:                               | 35                                     | 33                                     | 29                                     | 28                                     | 35                                     | uit                                    |

### Nationale Hitparade
| Hitnotering: 14-02-1981 t/m 21-03-1981 | Hitnotering: 14-02-1981 t/m 21-03-1981 | Hitnotering: 14-02-1981 t/m 21-03-1981 | Hitnotering: 14-02-1981 t/m 21-03-1981 | Hitnotering: 14-02-1981 t/m 21-03-1981 | Hitnotering: 14-02-1981 t/m 21-03-1981 | Hitnotering: 14-02-1981 t/m 21-03-1981 | Hitnotering: 14-02-1981 t/m 21-03-1981 |
| Week:                                  | 1                                      | 2                                      | 3                                      | 4                                      | 5                                      | 6                                      |                                        |
| -------------------------------------- | -------------------------------------- | -------------------------------------- | -------------------------------------- | -------------------------------------- | -------------------------------------- | -------------------------------------- | -------------------------------------- |
| Positie:                               | 33                                     | 30                                     | 24                                     | 43                                     | 38                                     | 42                                     | uit                                    |

### TROS Top 50
Hitnotering: 05-02-1981 t/m 12-03-1981. Hoogste notering: #29 (1 week).

### Vlaamse Ultratop 50
| Hitnotering: 07-03-1981 t/m 04-04-1981 | Hitnotering: 07-03-1981 t/m 04-04-1981 | Hitnotering: 07-03-1981 t/m 04-04-1981 | Hitnotering: 07-03-1981 t/m 04-04-1981 | Hitnotering: 07-03-1981 t/m 04-04-1981 | Hitnotering: 07-03-1981 t/m 04-04-1981 | Hitnotering: 07-03-1981 t/m 04-04-1981 |
| Week:                                  | 1                                      | 2                                      | 3                                      | 4                                      | 5                                      |                                        |
| -------------------------------------- | -------------------------------------- | -------------------------------------- | -------------------------------------- | -------------------------------------- | -------------------------------------- | -------------------------------------- |
| Positie:                               | 34                                     | 28                                     | 27                                     | 26                                     | 23                                     | uit                                    |

### NPO Radio 2 Top 2000
| Nummer met noteringen in de NPO Radio 2 Top 2000 | '00 | '01 | '02 | '03 | '04 | '05 | '06 | '07  | '08 | '09 | '10  | '11 | '12 | '13 | '14 | '15 | '16 | '17 | '18 | '19 | '20 | '21 | '22 | '23 | '24 |
| ------------------------------------------------ | --- | --- | --- | --- | --- | --- | --- | ---- | --- | --- | ---- | --- | --- | --- | --- | --- | --- | --- | --- | --- | --- | --- | --- | --- | --- |
| Once in a Lifetime                               | 758 | 671 | 662 | 570 | 689 | 949 | 790 | 1139 | 799 | 898 | 1197 | 812 | 887 | 785 | 505 | 874 | 860 | 797 | 909 | 666 | 814 | 844 | 937 | 892 | 797 |

1. ↑  Een vetgedrukt getal geeft de hoogste notering aan.
2. ↑  2000 was het eerste jaar met een notering voor dit nummer.

## Liveversie
In november 1984 werd een liveversie van het nummer op single uitgebracht. Deze versie werd uitsluitend in het voorjaar van 1985 in Nederland een radiohit in de destijds drie hitlijsten (de Nederlandse Top 40,  Nationale Hitparade en de TROS Top 50) op Hilversum 3.

### Hitnoteringen

#### Nederlandse Top 40
| Hitnotering: 18-05-1985 t/m 08-06-1985 | Hitnotering: 18-05-1985 t/m 08-06-1985 | Hitnotering: 18-05-1985 t/m 08-06-1985 | Hitnotering: 18-05-1985 t/m 08-06-1985 | Hitnotering: 18-05-1985 t/m 08-06-1985 | Hitnotering: 18-05-1985 t/m 08-06-1985 |
| Week:                                  | 1                                      | 2                                      | 3                                      | 4                                      |                                        |
| -------------------------------------- | -------------------------------------- | -------------------------------------- | -------------------------------------- | -------------------------------------- | -------------------------------------- |
| Positie:                               | 33                                     | 30                                     | 29                                     | 35                                     | uit                                    |

#### Nationale Hitparade
| Hitnotering: 11-05-1985 t/m 22-06-1985 | Hitnotering: 11-05-1985 t/m 22-06-1985 | Hitnotering: 11-05-1985 t/m 22-06-1985 | Hitnotering: 11-05-1985 t/m 22-06-1985 | Hitnotering: 11-05-1985 t/m 22-06-1985 | Hitnotering: 11-05-1985 t/m 22-06-1985 | Hitnotering: 11-05-1985 t/m 22-06-1985 | Hitnotering: 11-05-1985 t/m 22-06-1985 | Hitnotering: 11-05-1985 t/m 22-06-1985 |
| Week:                                  | 1                                      | 2                                      | 3                                      | 4                                      | 5                                      | 6                                      | 7                                      |                                        |
| -------------------------------------- | -------------------------------------- | -------------------------------------- | -------------------------------------- | -------------------------------------- | -------------------------------------- | -------------------------------------- | -------------------------------------- | -------------------------------------- |
| Positie:                               | 35                                     | 32                                     | 22                                     | 30                                     | 39                                     | 41                                     | 50                                     | uit                                    |

#### TROS Top 50
Hitnotering: 09-05-1985 t/m 06-06-1985. Hoogste notering: #25 (1 week).

## Trivia
In Van Echelpoels cover van Sinds 1 dag of 2 (32 jaar) van Doe Maar is de brug een referentie naar de eerste strofe van dit nummer uit hetzelfde jaar.